# Xã Cave, Quận Franklin, Illinois
Xã Cave (tiếng Anh: Cave Township) là một xã thuộc quận Franklin, tiểu bang Illinois, Hoa Kỳ. Năm 2010, dân số của xã này là 1.756 người.